# Beatrice Kamuchanga Alice
Beatrice Kamuchanga Alice, född 20 november 1997, är en friidrottare från Kongo-Kinshasa. Hon deltog vid olympiska sommarspelen 2016.